# На все життя, що залишилося…
«На все життя, що залишилося…» (рос. «На всю оставшуюся жизнь…») — радянський телевізійний, чорно-білий художній фільм 1975 року, друга екранізація повісті Віри Панової «Супутники» .

## Про фільм
Цей фільм, випущений до 30-річчя Перемоги у Німецько-радянській війні, являє собою ремейк фільму «Поїзд милосердя» 1965 року. Він складається з чотирьох серій, що розповідають про фронтовий санітарний поїзд, який називають «поїздом милосердя». Чотири роки там рятують поранених. Тонка режисерська робота Петра Фоменка і хороше втілення акторами яскравих і точних образів медиків і пацієнтів відтворюють всі страшні відчуття кривавої війни, яка стараннями лікарів і медсестер стала милосердною для солдатів. Одним зі сценаристів фільму став Борис Вахтін, рідний син письменниці Віри Панової, автора літературної першооснови фільму.

## Сюжет
Глядачі знайомляться з героями на самому початку фільму, коли комісар Данилов, проходячи по санітарному поїзду, заглядає в купе. При цьому проходять спогади комісара Данилова, молодої і чарівної Оленки Огородникової, доктора Бєлова про мирне, спокійне і, головне, щасливе життя. Коли з'являється звістка про початок війни, комісар Данилов формує потяг і підбирає персонал.
У другій серії з'являються нові герої — тяжкопоранені солдати, які зберегли після численних операцій і ампутацій надію і оптимізм — їх більшість, вони не впали у відчай і продовжують жити і радіти життю. На їх фоні виділяється трагічний персонаж Жигалова — морський офіцер, який не хоче жити калікою. В купе оптимістів яскраво виділяється паралізований молодший лейтенант Крамін (його грає Валентин Гафт), який частенько повторює слівце «чарівно», що мимоволі залишається в пам'яті глядачів. Зустріч Краміна з дружиною стала однією з найяскравіших сцен картини.
Третя серія оповідає про важкі військові будні медиків, які розбавлені кількома веселими і цікавими епізодами — про курника на колесах, великими і невеликими романами (Юлії Дмитрівни, старшої медсестри, з доктором Супруговим, медсестри Фаїни з Низвецьким). Все це доповнюється трагічними вставками про сумні події в житті багатьох героїв і їхніх сімей, різкі трагічні повороти в їхніх долях. На цьому тлі виділяється епізод, коли Данилов дізнається про загибель дружини і дочки Бєлова в обложеному Ленінграді восени 1941 року.
Четверта серія розповідає про те, якими гіркими для головних героїв виявилися дні напередодні Перемоги. Оленка Огородникова дізнається, що Даня, якого вона любила, одружився з іншою. Бєлов, опинившись нарешті в своєму улюбленому місті, Ленінграді, на місці свого будинку бачить одні руїни. Юлія Дмитрівна зрозуміє справжню сутність спочатку коханого нею Супругова в епізоді з невеликим скромним пайком.
Однак всі ці труднощі, великі і маленькі прикрощі в житті головних героїв будуть закриті почуттям надії, радістю спільної справи в ім'я Перемоги, і на все життя невеликий поїзд милосердя стане цілющим бальзамом для душ, які зіткнулися з ним.

## У ролях
- Олексій Ейбоженко —  комісар Данилов
- Ернст Романов —  начальник поїзда доктор Бєлов
- Людмила Арініна —  Юлія Дмитрівна
- Таїсія Калинченко —  Олена Огородникова
- Світлана Карпінська —  операційна сестра Фаїна
- Михайло Данилов —  доктор Супругов
- Григорій Гай —  завгосп Соболь
- Пантелеймон Кримов —  Сухоєдов
- Гліб Стриженов —  Кравцов
- Георгій Штиль —  Горємикін
- Тетяна Чернецова —  медсестра Смирнова
- Володимир Богін —  Нифонов
- Євген Соляков —  Даня
- Майя Булгакова —  Дуся
- Валентин Гафт —  паралізований молодший лейтенант Крамін
- Кіра Головко —  Сонечка
- Михайло Жигалов —  капітан-лейтенант без ноги
- Сергій Заморєв —  Низвецький
- Маргарита Захарова —  Васька
- Валерій Золотухін —  Саша
- Микола Пеньков —  Лутохін
- Володимир Пучков —  Колька Пухов
- Маргарита Терехова —  вчителька Фаїна, пізніше — вагітна з ампутованою ногою
- Ніна Ургант —  тітка Таня
- Тетяна Щуко —  дружина Кравцова

## Знімальна група
- Сценарій:  Борис Вахтін,  Петро Фоменко
- Режисер-постановник —  Петро Фоменко
- Оператор-постановник —  В'ячеслав Бабенков
- Художники-постановники: Володимир Лебедєв,  Микола Субботін, Генрієтта Джагізян
- Композитор —  Веніамін Баснер
- Звукооператор —  Моріс Вендров
- Монтаж: Лідія Денисова, Лариса Нестерова
- Виконання пісень:  Петро Фоменко і  Таїсія Калинченко
- Автори слів пісні:  Борис Вахтін,  Петро Фоменко